# حصن شيرون
حِصْنُ شِيرُون وقيل شرون (بالإسبانية: Serón)‏ بلدية تقع في مقاطعة المرية. جنوب شرق إسبانيا. يبلغ عدد سكانها 2.429 نسمة.

## وصلات خارجية
- (بالإسبانية)